# إنستروم 480

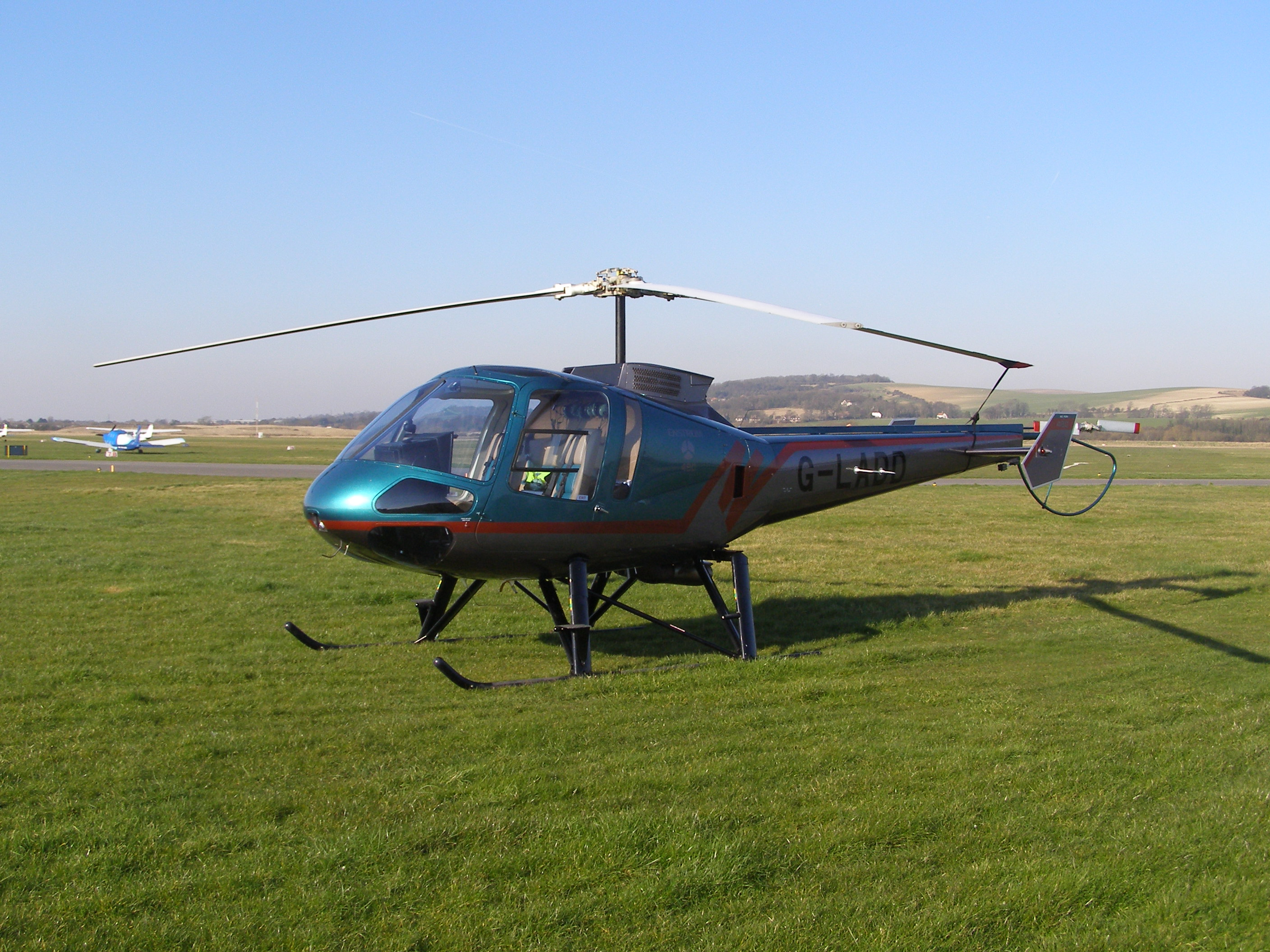
إنستروم 480

إنستروم 480 (بالإنجليزية: Enstrom 480)‏ هي مروحية صغيرة خفيفة من صنع شركة إنستروم للمروحيات الأمريكية. وتستخدم هذه المروحية كثيرا في الأغراض المدنية.

## التصميم والتطوير
يعتبر المحرك التوربيني للمروحية إنستروم 480 تطويرا للمحرك تي إتش-28 المستخدم في مروحيات سلاح الطيران الأمريكي. وكانت تستخدم تلك الطائرات في تدريب طياري السلاح الجوي . وبعد قيام شركة إنستروم بتطوير تلك الطائرة حازت قبولا واسعا في الاستخدامات المدنية. كما زودت الماركة سي20 دبليو بمحرك رولز رويس توربيني ، نوع 250 .